# Philip Christison
Pour les articles homonymes, voir Christison.
Alexander Frank Philip Christison (17 novembre 1893, Édimbourg – 21 décembre 1993, Melrose), 4e baronnet, est un commandant de l'armée britannique ayant notamment servi pendant la Seconde Guerre mondiale.

## Biographie
Il participe également à la Première Guerre mondiale dans les Queen's Own Cameron Highlanders et devient commandant des forces britanniques lors de la révolution indonésienne. Il est, par ailleurs, gouverneur du château d'Édimbourg de 1947 à 1949.

## Distinctions
- Ordre de l'Empire britannique
- Ordre du Bain
- Ordre du Service distingué
- Croix militaire